# Sika AG
Sika AG er en schweizisk multinational kemivirksomhed, der leverer produkter til byggesektoren og bilindustrien. De har hovedkvarter i Baar og virksomheden blev etableret i 1910. Deres produkter benyttes til binding, forsegling, dæmpning, forstærkning og beskyttelse. De har over 25.000 ansatte i over 100 lande.
Sika har over 900 produkter som findes under brands som: Sikaflex, SikaTack, Sika ViscoCrete, SikaBond, Sikafloor, Sika CarboDur, Sikagard, Sika MaxTack, Sikaplan, Sikament, Sikadur, SikaLastic, SikaRoof MTC, Sika Unitherm og Sika Sarnafil.